# Kommunalvalen i Sverige 1966
Kommunalvalet i Sverige 1966 genomfördes söndagen den 18 september 1966. Vid detta val valdes kommunalfullmäktige och stadsfullmäktige för mandatperioden 1967–1970 i samtliga 900 kommuner. Valet påverkade också på sikt första kammarens sammansättning. Till följd av sammanslagningar minskade antalet kommuner med över hundra jämfört med föregående val.

## Valkampanjen
I början av 1966 hade Folkpartiet och Centerpartiet enats om att samverka, och partierna gjorde gemensamma uttalanden. Bland annat ansåg de att inflationen måste gå ned och krävde en skattereform.
De tre borgerliga partierna kritiserade den socialdemokratiska regeringen hårt, bland annat finansminister Sträng för hans ekonomiska politik som de menade hade släppt loss inflationen. Även regeringens bostadspolitik ansågs vara misslyckad, Sträng hade innan valet sänkt kvoten för bostadsproduktionen.
Den sedvanliga partiledardebatten hölls den 16 september. Debattanter var statsminister Tage Erlander (S), LO-ordföranden Arne Geijer, centerledaren Gunnar Hedlund, folkpartiledaren Bertil Ohlin, högerledaren Yngve Holmberg och kommunistledaren C.-H. Hermansson. I debatten var bostäderna, mark- och lokaliseringspolitiken och den ekonomiska politiken i största allmänhet som partiledarna diskuterade.
Bostadsköerna var långa och en uppmärksammad fråga var bostadsbristen. I en fråga från en av "de tre O:na" fick Tage Erlander frågan vad han skulle ge för råd till ett ungt par som ville ha bostad i Stockholm. Tage Erlander svarade att de skulle ställa sig "i bostadskön". Debatten sågs som ett stort misslyckande för Erlander då det ledde till att Socialdemokraterna lokalt fick klä skott för den misslyckade bostadspolitiken. En stor del av socialdemokraternas misslyckande i valet låg i att man inte kunde ge några svar på hur bostadsköerna skulle lösas.

### Borgerliga enhetssträvanden

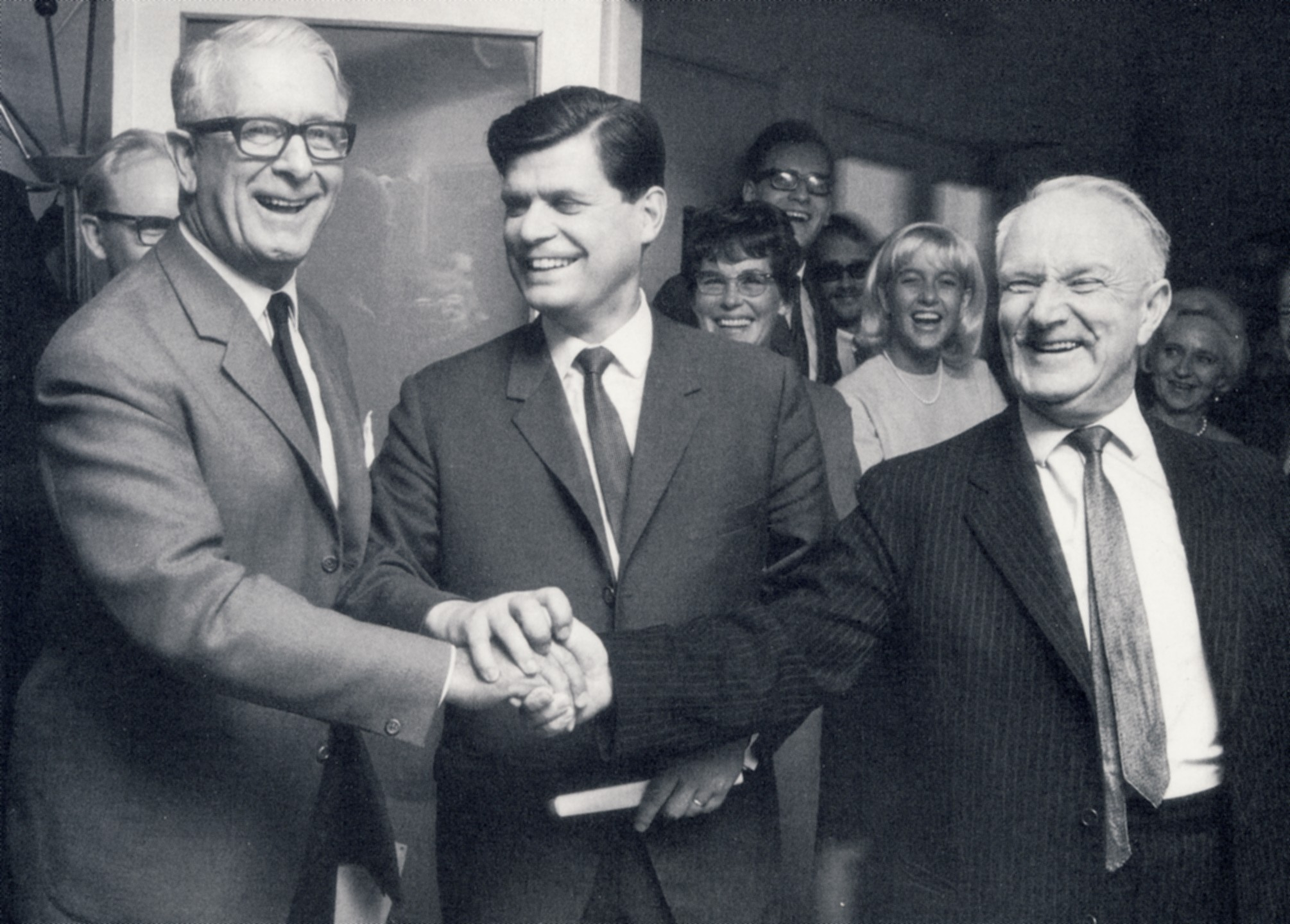
Bertil Ohlin (F), Yngve Holmberg (H) och Gunnar Hedlund (C) 1966.

Medborgerlig samling (MbS) hade bildats i april 1964 i syfte att få de borgerliga partierna att samarbeta valtekniskt i fyrstadskretsen i Skåne vid andrakammarvalet 1964. Detta var dock inte folkpartiet och centerpartiet intresserade av; i valkretsen ställde därför fyra borgerliga partier upp. I valkretsen fick MBS 28 % av rösterna och tre riksdagsmandat. Framgången oroade de borgerliga rikspartierna, som därför vid förstakammarvalet 1966 samarbetade på olika sätt i vissa valdistrikt. Folkpartiet och Centerpartiet genomförde ett valtekniskt samarbete under namnet mittensamverkan. Under namnet borgerlig samverkan samarbetade Folkpartiet, Centerpartiet och Högerpartiet. I Malmö, Lund och Landskrona samarbete de tre partierna under namnet "medborgerlig samling".
I juni 1965 bildades en grupp för borgerlig enighet i Göteborg, Samling 66. I stället för ett valtekniskt samarbete enades de borgerliga partierna i Göteborgs stad om ett kommunalt handlingsprogram inför valet 1966.
I Stockholms stad hade folkpartiet och centerpartiet redan enats om valtekniskt samarbete i alla stadens valkretsar utom en, där centerpartiet trodde sig ha möjlighet att få riksdagsmandat. Mandatet gick vid valet i stället till Socialdemokraterna - om de borgerliga vunnit mandatet, hade första kammaren fått borgerlig majoritet. I Stockholms stad bildades ändå en organisation för borgerlig enhet, Samling för framsteg, som lät trycka upp valsedlar till Stockholms stadsfullmäktigeval som en påtryckning. SFF ställde dock aldrig upp i valet.

## Valresultat

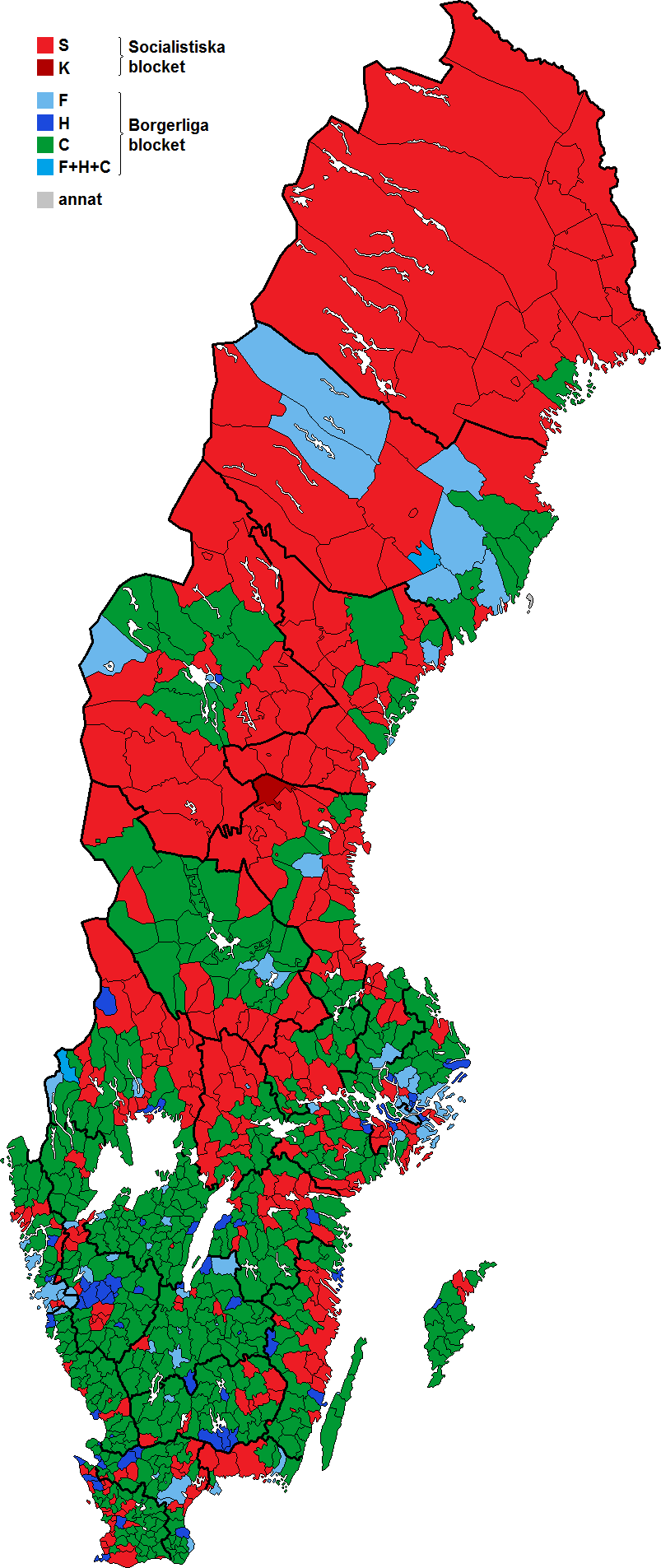
Största parti inom det ledande blocket i samtliga 900 kommuner vid kommunalvalet 1966.

Rösterna som tillföll borgerliga valsamarbeten står under "övriga partier" medan ledamöterna som valdes in på dessa listor står under respektive parti.
| Parti                | Parti                        | Röster            | Röster | Röster | Mandatfördelning | Mandatfördelning |
| Parti                | Parti                        | Antal             | %      | +− %   | Antal            | +−               |
| -------------------- | ---------------------------- | ----------------- | ------ | ------ | ---------------- | ---------------- |
|                      | Socialdemokraterna           | 1 856 465         | 42,3   | -7,8   | 11 736           | -3 056           |
|                      | Folkpartiet                  | 719 453           | 16,4   | -0,5   | 4 250            | -73              |
|                      | Högerpartiet                 | 627 081           | 14,3   | −0,9   | 4 299            | +163             |
|                      | Centerpartiet                | 577 600           | 13,2   | +0,5   | 7 504            | +115             |
|                      | Sveriges kommunistiska parti | 259 208           | 5,9    | +2,2   | 962              | +287             |
|                      | Kristen demokratisk samling  | 66 551            | 1,5    | +1,5   | 353              | +353             |
|                      | Övriga partier               | 282 327           | 6,4    | —      | 442              | —                |
| Antal giltiga röster | Antal giltiga röster         | 4 388 685         | 100,0  |        | 29 546           | -2 736           |
| Ogiltiga röster      | Ogiltiga röster              | 36 070            |        |        |                  |                  |
| Totalt               | Totalt                       | 4 424 755 (82,8%) |        |        |                  |                  |

## Stadsfullmäktigevalen i städer utan landsting
| Stockholm            | Stockholm                    | Stockholm       | Stockholm | Stockholm | Stockholm |
| Parti                | Parti                        | Röster          | Röster    | Mandat    | Mandat    |
| Parti                | Parti                        | Röster          | Röster    | Antal     | +-        |
| Parti                | Parti                        | Antal           | %         | Antal     | +-        |
| -------------------- | ---------------------------- | --------------- | --------- | --------- | --------- |
|                      | Socialdemokraterna           | 171 733         | 37,7      | 38        | -11       |
|                      | Folkpartiet                  | 126 106         | 27,7      | 25        | +2        |
|                      | Högerpartiet                 | 104 001         | 22,9      | 24        | +1        |
|                      | Sveriges kommunistiska parti | 44 000          | 9,7       | 10        | +5        |
|                      | Centerpartiet                | 2 014           | 0,4       | 3         | +3        |
|                      | Övriga partier               | 7 187           | 1,6       | 0         | —         |
| Antal giltiga röster | Antal giltiga röster         | 455 041         | 100       | 100       | +-        |
| Ogiltiga röster      | Ogiltiga röster              | 2 872           |           |           |           |
| Totalt               | Totalt                       | 457 913 (80,4%) |           |           |           |

| Göteborg             | Göteborg                     | Göteborg        | Göteborg | Göteborg | Göteborg |
| Parti                | Parti                        | Röster          | Röster   | Mandat   | Mandat   |
| Parti                | Parti                        | Antal           | %        | Antal    | +-       |
| -------------------- | ---------------------------- | --------------- | -------- | -------- | -------- |
|                      | Socialdemokraterna           | 87 954          | 35,7     | 30       | +2       |
|                      | Folkpartiet                  | 81 486          | 33,0     | 27       | +9       |
|                      | Högerpartiet                 | 38 292          | 15,5     | 13       | +4       |
|                      | Sveriges kommunistiska parti | 28 111          | 11,4     | 9        | +4       |
|                      | Centerpartiet                | 7 856           | 3,2      | 1        | +1       |
|                      | Övriga partier               | 2 928           | 1,2      | 0        | —        |
| Antal giltiga röster | Antal giltiga röster         | 246 627         | 100      | 80       | +20      |
| Ogiltiga röster      | Ogiltiga röster              | 976             |          |          |          |
| Totalt               | Totalt                       | 247 603 (81,4%) |          |          |          |

| Malmö                                                                                    | Malmö                        | Malmö           | Malmö  | Malmö  | Malmö  |
| Parti                                                                                    | Parti                        | Röster          | Röster | Mandat | Mandat |
| Parti                                                                                    | Parti                        | Antal           | %      | Antal  | +-     |
| ---------------------------------------------------------------------------------------- | ---------------------------- | --------------- | ------ | ------ | ------ |
|                                                                                          | Socialdemokraterna           | 73 699          | 49,1   | 30     | -6     |
|                                                                                          | Samling i Malmö              | 64 196          | 42,7   | 25     | +25    |
|                                                                                          | Sveriges kommunistiska parti | 6 755           | 4,5    | 3      | +3     |
|                                                                                          | Mittensamverkan i Malmö      | 5 456           | 3,6    | 2      | +2     |
|                                                                                          | Övriga partier               | 66              | 0,1    | 0      | —      |
| Antal giltiga röster                                                                     | Antal giltiga röster         | 150 172         | 100    | 60     | +-     |
| Ogiltiga röster                                                                          | Ogiltiga röster              | 1 277           |        |        |        |
| Totalt                                                                                   | Totalt                       | 151 449 (86,4%) |        |        |        |
| - Samling i Malmö inkluderar 15 från H och 8 från F. - Mittensamverkan i Malmö 2 från C. |                              |                 |        |        |        |

I valen till stadsfullmäktige i Stockholm och Göteborg erövrade de borgerliga makten. I Stockholm tog de 52 av de 100 mandaten i Stockholms stadsfullmäktige. Socialdemokraterna förlorade 11 mandat och kommunisterna tog 5 mandat. I Göteborg tog de borgerliga partierna 41 mandat av 80 möjliga mandat i Göteborgs stadsfullmäktige.
I Malmö stad behöll Socialdemokraterna makten i stadsfullmäktige trots förlusten av 6 mandat och fick 30 mandat av 60 möjliga. Medborgerlig samling i Malmö fick 25 mandat. Kommunisterna fick 3 mandat efter att ha varit orepresenterade.

## Regeringsbildning
Efter valet erkände statsminister Erlander att det dåliga resultatet för Socialdemokraterna var ett nederlag för honom och förklarade sig överväga att utlysa nyval till riksdagens andra kammare. Den 1 oktober sammanträdde den socialdemokratiska partistyrelsen men avvisade förslaget om nyval. Vid en presskonferens förklarade statsministern att han endast tänkte utlysa nyval om regeringen förlorade någon viktig omröstning i riksdagen. 
Resultatet av valnederlaget blev att Socialdemokraterna ställde sig positiva till en grundlagsreform, vilket man dittills hade ställt sig avvaktande till. Förhandlingar inleddes med de andra riksdagspartierna som så småningom ledde till enkammarriksdagens införande 1970.
En annan effekt var att regeringen ökade kvoten för bostadsproduktionen för 1967 och de kommande åren eftersom den misslyckade bostadspolitiken låg bakom valnederlaget. Stödet som gavs var på en gång stramt och generöst: Storskaliga stadsplaner premierades extra. Miljonprogrammets byggande av 100 000–120 000 lägenheter om året tog vid de kommande åren.
En av första kammarens nyvalda ledamöter var Socialdemokraternas partisekreterare Sten Andersson.